# Маяка с реки Бикин
«Маяка с реки Бикин» — советский короткометражный научно-популярный фильм 1959 года режиссёра Юлия Файта, его курсовая ВГИКовская работа.
Документальная этнографическая зарисовка об удэгейцах. Научный консультант — И. С. Гурвич, текст читает Леонид Хвара.

## Сюжет
Панорама реки Бикин, у костра сидят люди народности удэге, среди которых старый охотник Маяка. Шаман с бубном исполняет ритуальную пляску.
Маяка с женой возвращаются на лодке по реке к своему жилищу, где жена Маяки готовит пищу на костре.
Маяка в новом строящемся поселке удэгейцев Красный Яр. Наблюдает за работой строителей.
Маяка плывет по реке на лодке, острогой ловит рыбу.
Маяка идёт в тайгу за корнем женьшеня для подарка внучке, уезжающей на учебу во Владивосток. Пред тем как сорвать жень-шень молится перед ним.
У посёлка приземляется самолёт, из него выгружают почту и товары. Среди улетающих на нём удэгейцев внучка Маяки. Маяка передает внучке жень-шень.

## О фильме
Курсовая работа студента 4-го курса режиссёрского факультета ВГИКа Юлия Файта (мастерская М. И. Ромма), дипломная работа выпускника операторского факультета Владимира Чумака. По словам Файта идея принадлежала Чумаку, он был родом из Владивостока, ещё до учёбы во ВГИКе подростком работал в Дальневосточной студии кинохроники:

Чумак был родом из Владивостока и очень любил родные места. Идея Чумака так увлекла меня, что я согласился. Меня привлек и сам материал, и возможность увидеть новые места, другую жизнь… Жил рядом с нашим героем, слышал ночью рык амурского тигра, присутствовал при камлании шаманов…— режиссёр фильма Юлий Файт
Фильм получил первую премию на Венского фестиваля, в 1960 году был в числе шести фильмов представлен на выставке ВГИКа в Центральном Доме Литераторов, где получил высокую оценку.

Талантливо снята, например, маленькая кинопоэма о сегодняшней, новой жизни древнего народа удэге — «Маяка с реки Бикин»— Н. Лагина — Искусство кино, № 2, 1960 — стр. 90